# Rund um Langenau
Rund um Langenau war ein Straßenradrennen in der DDR, das ab 1960 vom Deutschen Radsport-Verband der DDR (DRSV) ausgetragen wurde. Start- und Zielort des Rennens war Langenau, ein Ortsteil von Brand-Erbisdorf in Sachsen.

## Geschichte
Das Rennen wurde 1960 zum ersten Mal in den Kalender des DRSV aufgenommen. Ab 1961 hatte es den Charakter eines Auswahlrennens der DDR-Leistungsklasse zur Bildung der Straßenradsport-Nationalmannschaft. 1972 fand die 6. Etappe der DDR-Rundfahrt auf dem Kurs des Rennens statt. Ab 1983 wurde Rund um Langenau im Rahmen einer Etappenfahrt ausgetragen. Es fand in den Anfangsjahren im Mai statt, später im Juli und diente häufig als Vorbereitungsrennen für die UCI-Straßen-Weltmeisterschaften. Erfolgreichster Fahrer war Olaf Ludwig, der das Rennen dreimal gewann.

## Palmarès
- 1960 Siegfried Klink (BSG Einheit Freiberg)
- 1961 Gottfried Franke (SG Wismut Gera)
- 1962 Heiner Gebhardt (SG Dynamo Dresden-Nord)
- 1963 Gottfried Franke (SC Karl-Marx-Stadt)
- 1964 Siegfried Huster (SC Karl-Marx-Stadt)
- 1965 Günter Liebold (SC Dynamo Berlin)
- 1966 Günter Liebold (SC Dynamo Berlin)
- 1967 Siegfried Huster (SC Karl-Marx-Stadt)
- 1968 Gerd Steiner (SC Karl-Marx-Stadt)
- 1969 Klaus Ampler (SC Wissenschaft DHfK Leipzig)
- 1970 Klaus Ampler (SC Wissenschaft DHfK Leipzig)
- 1971 Dieter Grabe (SC Wissenschaft DHfK Leipzig)
- 1972 Karl-Heinz Oberfranz (TSC Berlin)
- 1973 Horst Brauer (SC Dynamo Berlin)
- 1974 Hans-Joachim Hartnick (SC Cottbus)
- 1975 Wolfram Kühn (SC Turbine Erfurt)
- 1976 Siegfried Kilian (ASK Vorwärts Frankfurt (Oder))
- 1977 Thilo Fuhrmann (ASK Vorwärts Frankfurt (Oder))
- 1978 Uwe Freese (SC Dynamo Berlin)
- 1979 Hans-Peter Wehe (SC Cottbus)
- 1980 Andreas Petermann (SC Wissenschaft DHfK Leipzig)
- 1981 Olaf Ludwig (SG Wismut Gera)
- 1982 Olaf Ludwig (SG Wismut Gera)
- 1983 Volker Schondau (ASK Vorwärts Frankfurt (Oder))
- 1984 Bodo Straubel (SC Wissenschaft DHfK Leipzig)
- 1985 Hans Jörg Lempart (SC Wissenschaft DHfK Leipzig)
- 1986 Jens Heppner (SG Wismut Gera)
- 1987 Jan Schur (SC Wissenschaft DHfK Leipzig)
- 1988 Olaf Ludwig (SG Wismut Gera)
- 1989 Jan Schur (SC Wissenschaft DHfK Leipzig)